# Манюв (Малопольське воєводство)
Манюв (пол. Maniów) — село в Польщі, у гміні Щуцин Домбровського повіту Малопольського воєводства.
Населення — 546 осіб (2011).
У 1975-1998 роках село належало до Тарновського воєводства.

## Демографія
Демографічна структура станом на 31 березня 2011 року:
|          | Загалом | Допрацездатний вік | Працездатний вік | Постпрацездатний вік |
| -------- | ------- | ------------------ | ---------------- | -------------------- |
| Чоловіки | 275     | 67                 | 174              | 34                   |
| Жінки    | 271     | 47                 | 148              | 76                   |
| Разом    | 546     | 114                | 322              | 110                  |